# 大島司
大島 司（おおしま つかさ、1970年1月30日 - ）は、日本の漫画家。女性。血液型はO型。掛川市ふるさと親善大使。
代表作はデビュー作でもある『シュート!』シリーズで、1994年に第18回講談社漫画賞を受賞。

## 来歴
静岡県掛川市出身。掛川東高校卒業、東京デザイナー学院アニメーション科卒業。
学生時代から漫画を書き始め、講談社に投稿して入賞していたが、無理やりアクションシーンを盛り込むなどアクションへのこだわりが強かった。
その後少年誌へと移り、『週刊少年マガジン』新人賞に投稿したバレーボール漫画が選外佳作に選ばれ、その後『シュート!』でデビュー。「シュート!」は長期連載作品となり、アニメ化・実写映画化されるなど大ヒット作となった。大島は「『シュート!』は大島司を確立させた作品」と語っている。

## 作品リスト
- 『シュート!』シリーズ（週刊少年マガジン、1990年36号 - 2003年24号）
  - シュート!（週刊少年マガジン、1990年36号 - 1996年42号、全33巻、文庫版全16巻）
  - シュート! 〜蒼きめぐり逢い〜（週刊少年マガジン、1996年44号 - 1997年42号、全5巻、文庫版全3巻）
  - シュート! 〜熱き挑戦〜（週刊少年マガジン、1997年48号 - 2000年11号、全12巻、文庫版全6巻）
  - シュート! 〜新たなる伝説〜（週刊少年マガジン、2000年15号 - 2003年24号、全16巻、文庫版全8巻）
- STAY GOLD（週刊少年マガジン、2004年24号 - 49号、全3巻）
- アタック!!（週刊コミックバンチ、2007年3号 - 2009年9号、2010年10号 - 13号、全11巻（未完））
  - アタック!! 〜約束のコート〜（漫画アクション、2015年4号 - 連載中、既刊4巻）
- ブレイク（月刊コミックゼノン、2012年8月号 - 9月号（前後編掲載）

## アシスタント
- 朝基まさし[4]
- 瀬尾公治[5]
- 大石知哉
- 神代京子[6]